# فدراسیون جهانی اسکیت
فدراسیون جهانی اسکیت (به انگلیسی: World Skate) سازمان شناخته شده کنونی در کمیته بین‌المللی المپیک برای ورزش‌های رولر اسکیت است. از جمله اسکیت بورد، رینک اسکیت، اینلاین هاکی، اسکیت سرعت، آلپاین، دان هیل، رولر دربی، انواع فری استایل، اسکیت نمایشی و اگرسیو است. این سازمان پس از آن که فدراسیون بین‌المللی اسکیت بورد (ISF) در برنامه‌های اسکیت بورد برنامه‌ریزی شده در المپیک ۲۰۲۰ ژاپن رد شد، با فدراسیون جهانی رولر اسپرتس در سپتامبر سال ۲۰۱۷ ادغام و تشکیل شد.

## رقابت‌ها

### بازی‌های جهانی رولر اسکیت
این سازمان از سال ۲۰۱۷ بازی‌های جهانی رولر، شامل همه رشته‌های ورزشی رولر را طبق قوانین فدراسیون بین‌المللی اسکیت جهانی ترتیب داده‌است. این بازی‌ها شامل ۱۱ مسابقات قهرمانی جهان در یک رویداد چند ورزشی است.

### بازی‌های المپیک
رویدادهای اسکیت بازی برای المپیک تابستانی ۲۰۲۰ معرفی شده‌است که دو رویداد آن شامل پارک و خیابان است. دقیقاً مانند دوچرخه سواری BMX، رویداد پارک آنچه را که شبیه استخر خالی است، نشان می‌دهد. رقبا سه ترک زمانی برای هنرنمائی دارند. در رویداد خیابان، رمپ و ریل برای روال‌ها و هنر نمائی‌ها وجود خواهد داشت. در کل ۸۰ نقطه وجود خواهد داشت، با ۲۰ رویداد در هر مسابقه. هر کشوری می‌تواند در هر مسابقات حداکثر سه ورزشکار خود را شرکت دهد.

### بازی‌های جهانی
انجمن بین‌المللی بازی‌های جهانی(IWGA) در تاریخ ۱۶ آوریل ۲۰۱۸ اعلام کرد که ورزش‌های رولر یکی از ۳۰ ورزش رسمی است که بین ۱۵ تا ۲۵ ژوئیه در بازی‌های جهانی ۲۰۲۱ برای کسب مقام طلا در بیرمنگام، آلاباما رقابت می‌کند. بیرمنگام چهلمین سالگرد این رویداد را برگزار می‌کند که با حضور ۳۶۰۰ ورزشکار از بیش از ۱۰۰ کشور جهان برگزار می‌شود. این اولین باری است که بازی‌های جهانی از سال ۱۹۸۱ به ایالات متحده بازگشت.
در برنامه بازی‌های جهانی ۲۰۲۱ که در بیرمنگام، آلاباما برگزار می‌شود، ۴ رشته ورزشی رولر وجود دارد. مسیر هنری، اینلاین هاکی، مسیر اسکیت سرعت و مسیر اسکیت سرعت جاده ای. ورزش رولر تنها ورزشی است که در برنامه بازی‌های جهانی در دو گروه مشاهده می‌شود. اسکیت سرعت و اینلاین هاکی متعلق به گروه ورزش‌های ترند و اسکیت نمایشی متعلق به گروه ورزش‌های هنری است.

### بازی‌های پان امریکن
در ماه مه سال ۲۰۱۹، رویداد برنامه‌ریزی شدهٔ اسکیت بورد از بازی‌های لیمای ۲۰۱۹ پان امرین حذف شد.
پانام اسپورتز اعلام کرد که اسکیت بورد از برنامه ورزشی حذف شده‌است زیرا فدراسیون جهانی اسکیت نمی‌تواند تضمین کند که بهترین ورزشکاران ممکن در این مسابقات حضور پیدا کنند. World Skate یک رویداد تور جهانی را برگزار کرده بود که یک بازه زمانی همپوشانی با بازی‌های پان آمریکن داشت. این فدراسیون همچنین این رقابت‌ها را به عنوان مقدماتی المپیک تأیید نکرد.

### مناطق قاره ای
این فدراسیون مسابقات را در پنج قاره (آفریقا، آمریکا، آسیا، اروپا و اقیانوسیه) برگزار می‌کند.